# Festival d'Angoulême 1982
La neuvième édition du Salon international de la bande dessinée d'Angoulême se déroule du 29 au 31 janvier 1982 autour du thème « La BD et son avenir ». Le grand prix de la ville d'Angoulême est décerné au dessinateur réaliste Paul Gillon. Claire Bretécher reçoit un grand prix spécial dixième anniversaire, et devient la première femme à recevoir le grand prix.

## Palmarès
Le jury décernant les récompenses est composé de Moebius (président), Jean-Michel Boucheron (maire), Pierre Veilletet, Jean-Paul Morel, Robert Escarpit, Jean-Pierre Cliquet, Monique Bussac, Adrienne Kirkorian, François Pierre, Dominique Bréchoteau et Pierre Pascal.
- Grand prix : Paul Gillon
- Grand prix spécial : Claire Bretécher
- Alfred meilleure BD de l'année : Cosey, Jonathan, t. 7 : Kate, Le Lombard
- Alfred enfant : Derib et Job, Yakari, t. 6 : Le Secret de Petit Tonnerre, Casterman
- Alfred Fanzine : Plein la gueule pour pas un rond (Montrouge) et Instant pathétique (Angoulême)
- Alfred avenir : Jacques-Henri Tournadre (Cergy-Pontoise)
- Prix de TF1 : Mohamed Aouamri

## Déroulement du festival
- Moebius, grand prix l'année précédente, réalise l'affiche du festival.
- Présence d'Osamu Tezuka, le Disney, le Hergé ou le Willy Vandersteen japonais.
- Présence pour la première fois de deux ministres : Georges Fillioud (communication) et Jack Lang (culture).
- Inauguration par le maire de la «Maison de la BD».
- Au musée, exposition de BD chinoise.
- Vente aux enchères d'une Citroën Visa d'occasion, décorée par des dessins d'Hugo Pratt.